# 163-тя піхотна дивізія (Третій Рейх)
163-тя піхотна дивізія (Третій Рейх) (нім. 163. Infanterie-Division) — піхотна дивізія Вермахту за часів Другої світової війни.

## Історія
163-тя піхотна дивізія була сформована 18 листопада 1939 на навчальних центрах «Доберіц» (нім. Truppenübungsplatz Döberitz) та Ютербог (нім. Truppenübungsplätzen Jüterbog) у III-му військовому окрузі (нім. Wehrkreis III) під час 7-ї хвилі мобілізації Вермахту.

## Райони бойових дій
- Німеччина (листопад 1939 — квітень 1940);
- Норвегія (квітень 1940 — червень 1941);
- Фінляндія (червень 1941);
- СРСР (північний напрямок) (червень 1940 — листопад 1944);
- Норвегія (листопад 1944 — лютий 1945);
- Німеччина (лютий — березень 1945).

## Командування

### Командири
- генерал-майор, з 1 листопада 1940 генерал-лейтенант Ервін Енгельбрехт (нім. Erwin Engelbrecht) (18 листопада 1939 — 15 червня 1942);
- генерал-майор Антон Достлер (нім. Anton Dostler) (15 червня — 28 грудня 1942);
- оберст, з 1 березня 1943 генерал-майор, з 1 березня 1944 генерал-лейтенант Карл Рюбель (нім. Karl Rübel) (28 грудня 1942 — 8 березня 1945).